# Adolf Goetzberger

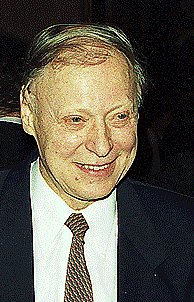
Adolf Goetzberger (1993)

Adolf Goetzberger (* 29. November 1928 in München; † 24. Februar 2023) war ein deutscher Physiker.

## Leben
Adolf Goetzberger war im ersten Teil seines Berufslebens in der Halbleiterphysik tätig. 1955 promovierte er in München Über die Kristallisation aufgedampfter Antimonschichten. Er arbeitete zusammen mit dem Nobelpreisträger und Miterfinder des Transistors William Shockley in Palo Alto, Kalifornien und in den Bell Laboratories in Murray Hill, New Jersey.
1968 kehrte er nach Deutschland zurück und leitete das Fraunhofer-Institut für Angewandte Festkörperphysik in Freiburg. 1971 wurde er von der Universität Freiburg zum Honorarprofessor an der Fakultät für Physik ernannt.
Im Jahre 1981 gründete er das Fraunhofer-Institut für Solare Energiesysteme ISE in Freiburg, das er von 1981 bis 1993 leitete. Es wuchs rasch zu einem der führenden Institute für Solarforschung heran. Die Vorbereitungen dazu begannen bereits fünf Jahre zuvor im Jahr 1976 mit der Erfindung und Patentierung des Fluoreszenzkollektors. Seine gemeinsam mit Armin Zastrow entwickelte Idee der Agrophotovoltaik (Agri-Photovoltaik) stand erst 30 Jahre später zur Patentierung an.
Als erster deutscher Forscher wurde Adolf Goetzberger 1983 mit dem J. J. Ebers Award der amerikanischen IEEE Electron Devices Society für seine herausragenden Leistungen bei der Entwicklung des Silizium-Feldeffekttransistors ausgezeichnet. Weiterhin erhielt er 1989 die Verdienstmedaille des Landes Baden-Württemberg und 1992 das Bundesverdienstkreuz erster Klasse. 1993 wurde er mit dem Achievement through Action Award der ISES ausgezeichnet, 1995 erhielt er die Ehrendoktorwürde der Universität Uppsala und den Farrington Daniels Award der ISES. Es folgten 1997 die Karl-Boer-Medaille, der Becquerel-Preis und der William R. Cherry Award. 2006 verliehen ihm die Solar World AG den Einstein Award 2006 und EUROSOLAR den European Solar Award. Im Jahre 2009 ist er vom Europäischen Patentamt in der Kategorie „Lebenswerk“ mit dem Europäischen Erfinderpreis ausgezeichnet worden.
Von 1993 bis 1997 war Adolf Goetzberger Präsident der Deutschen Gesellschaft für Sonnenenergie e. V. (DGS).

## Publikationen
- Adolf Goetzberger: Doppelt ernten: Photovoltaik und Landwirtschaft sind kombinierbar,  Fraunhofer-Institut für Solare Energiesysteme. Vortrag, PDF 27 Seiten 2 MB.
- Adolf Goetzberger: Mein Leben: Ein Leben für die Sonne und wie es dazu kam. Solare Zukunft (Verlag), Nürnberg 2021, ISBN 978-3-933634-47-4.
- Adolf Goetzberger, Joachim Knobloch, Bernhard Voß: Crystalline Silicon Solar Cells. John Wiley & Sons, Ltd, 1998, ISBN 978-0-4719-7144-3, doi:10.1002/9781119033769.
- Adolf Goetzberger, Bernhard Voß, Joachim Knobloch: Sonnenenergie: Photovoltaik: Physik und Technologie der Solarzelle. Teubner Verlag; 2., überarbeitete und erweiterte Aufl. 1997, ISBN 3-519-13214-1.